# Kinetic Vapors
Kinetic Vapors (bewegelijke dampen) is een muziekalbum van de Amerikaanse multi-instrumentalist Kit Watkins. Het album staat vol met melodieuze, warme muziek, die hij tien jaar eerder ook bij Camel speelde. Een aantal tracks lijken zo van Camels muziekalbum Nude (1981) afkomstig te zijn.

## Musici
- Kit Watkins – toetsen, dwarsfluit, stem, percussie en samples.

## Composities
Allen van Watkins
1. Seduction coil (9:08)
2. Cyborg whistler (6:05)
3. The impulse of flow (10:19)
4. Gay spirit (5:51)
5. Suspended (3:50)
6. Beyond clouds (5:55)
7. Nodes (5:46)
8. Escape from Earth (6:53)